# San Román de la Cuba (kommunhuvudort)
San Román de la Cuba är en kommunhuvudort i Spanien.   Den ligger i provinsen Provincia de Palencia och regionen Kastilien och Leon, i den norra delen av landet, 230 km norr om huvudstaden Madrid. San Román de la Cuba ligger 807 meter över havet och antalet invånare är 108.
Terrängen runt San Román de la Cuba är platt. Runt San Román de la Cuba är det glesbefolkat, med 8 invånare per kvadratkilometer. Närmaste större samhälle är Sahagún, 18,6 km nordväst om San Román de la Cuba. Trakten runt San Román de la Cuba består till största delen av jordbruksmark.